# MTV Europe Music Award al miglior artista ungherese
L'MTV Europe Music Award al miglior artista ungherese (MTV Europe Music Award for Best Hungarian Act) è stato uno dei premi degli MTV Europe Music Awards, assegnato dal 2007 al 2013, e nuovamente dal 2017 al 2023.

## Albo d'oro

### Anni 2000
| Anno | Vincitore | Nominati                                               |
| ---- | --------- | ------------------------------------------------------ |
| 2007 | Ákos      | - Heaven Street Seven - The Idoru - The Moog - Neo     |
| 2008 | Gonzo     | - Beat Dis - Irie Maffia - The Unbending Trees - Žagar |
| 2009 | The Kolin | - Esclin Syndo - The Idoru - The Moog - Žagar          |

### Anni 2010
| Anno | Vincitore            | Nominati                                                 |
| ---- | -------------------- | -------------------------------------------------------- |
| 2010 | The Kolin            | - Hősök - Kiscsillag - Nemjuci - Neo                     |
| 2011 | Compact Disco        | - Bin Jip - Fish! - Punnany Massif - The Carbonfools     |
| 2012 | 30Y                  | - Funktasztikus - Odett - Soerii és Poolek - Supernem    |
| 2013 | Ivan and the Parazol | - Hősök - Karanyi - Punnany Massif - The hated tomorrow  |
| 2017 | Magdolna Rúzsa       | - Freddie - Gabi Tóth - Joci Pápai - Kowalsky Meg A Vega |
| 2018 | Follow the Flow      | - Margaret Island - Wellhello - Caramel - Halott Pénz    |
| 2019 | Viktor Király        | - Hősök - Jumodaddy - András Kállay-Saunders - Mörk      |

### Anni 2020
| Anno | Vincitore   | Nominati                                                            |
| ---- | ----------- | ------------------------------------------------------------------- |
| 2020 | Dzsúdló     | - Irie Maffia - ByeAlex és a Slepp - Viktoria Metzker - Carson Coma |
| 2021 | Azahriah    | - Follow the Flow - Halott Pénz - Margaret Island - Wellhello       |
| 2022 | Carson Coma | - Beton.Hofi - Deva - Elefánt - Krúbi                               |
| 2023 | Ajsa Luna   | - Analog Balaton - Beton.Hofi - Co Lee - Hundred Sins               |